# Miriam Fontaine
Miriam Fontaine (* 30. März 1988 in Wien) ist eine österreichische Schauspielerin.

## Werdegang
Miriam Fontaine wuchs in Wien und Niederösterreich auf und erhielt als Kind Tanzunterricht. Nachdem sie 2006 ihre Matura abgelegt hatte, studierte sie Schauspiel in Wien, Berlin und New York City.
In der Spielsaison 2013/14 wurde sie erstmals an das Theater in der Josefstadt engagiert. Sie war als Freundin der Mut in Joseph und seine Brüder – Die Berührte unter der Regie von Günter Krämer zu sehen. 2017 folgten ebenda MS Pocahontas, inszeniert von Christina Tscharyiski sowie das Zweipersonenstück TWO (is the loneliest number) unter der Regie von Clara Rybaczek. Außerdem war sie bei den Wiener Festwochen in Kommune der Wahrheit zu sehen, wo sie mit Nicolas Stemann arbeitete, als auch in weiteren Theaterproduktionen wie unter anderem der Österreichischen Länderbühne und des Theater in der Drachengasse.
Zuletzt war sie in Judith Shakespeare - Rape And Revenge, ein Stück von Paula Thielecke und Koproduktion des Deutschen Theater Berlin mit dem Schauspielhaus Graz, zu sehen. Die Premiere erfolgte im Juni 2022 im Rahmen der Autor:innentheatertage am Deutschen Theater Berlin. Ab Oktober 2022 läuft das Stück, inszeniert von Christina Tscharyiski, im Schauspielhaus Graz.
Sie dreht regelmäßig für Kino und TV und verkörperte unter anderem Dr. Martina Kühn im Tatort – Krank von Rupert Henning. Im historischen Thriller und Antikriegsfilm Hinterland von Stefan Ruzowitzky, welcher am 6. August 2021 beim Locarno Filmfestival Premiere feierte und mit dem Publikumspreis ausgezeichnet wurde, ist sie als Anna Perg zu sehen. Zuletzt stand sie als Marie Dorfmeister in der 3. Staffel der Skyserie Der Pass unter der Regie von Thomas W. Kiennast und Christopher Schier vor der Kamera.
Miriam Fontaine arbeitet auch als Sprecherin, vorwiegend für Werbung und Dokumentationen, wie beispielsweise der dreiteiligen ORF Dokumentation Verschwörungswelten.
Sie lebt in Wien.

## Filmographie (Auswahl)
- 2013: Tom Turbo
- 2014: CopStories
- 2014: Universum History – Prinz Eugen und das Osmanische Reich
- 2014: WinWin
- 2015: 08:30
- 2019: Wie ich lernte, bei mir selbst Kind zu sein
- 2019: M – Eine Stadt sucht einen Mörder (Fernsehserie)
- 2019: Anatomie einer Erinnerung (Kurzspielfilm)
- 2020: Tatort: Krank
- 2021: Hinterland
- 2021: Landkrimi – Vier (Fernsehreihe)
- 2021: Meiberger – Mörderisches Klassentreffen (Fernsehfilm)
- 2023: Der Pass (Fernsehserie, zwei Episoden)